# 北陽電機
北陽電機株式会社は、大阪府大阪市に本社を置く業務用・産業用センサーのメーカーである。

## 関係会社
タイヨー電機株式会社

株式会社 ホクヨー西部販売

株式会社 北陽オートドアサービス

自動ドア販売福岡株式会社

株式会社 ヘリオスホールディングス

## 代理店

### 上場している代理店[2]
- 因幡電機産業
- サンワテクノス
- 日伝
- 明治電機工業
- カナデン
- 杉本商事
- スズデン